# Mizuho Financial Group
Mizuho Financial Group, Inc. (株式会社みずほフィナンシャルグループ?, Kabushiki-gaisha Mizuho Finansharu Gurūpu), abbreviato in MHFG, o anche semplicemente Mizuho, è un'holding bancaria con la sede centrale a Ōtemachi in Giappone. Il nome "mizuho (瑞穂?)"  in lingua giapponese significa letteralmente "riso abbondante" o, in senso figurato, "raccolto".

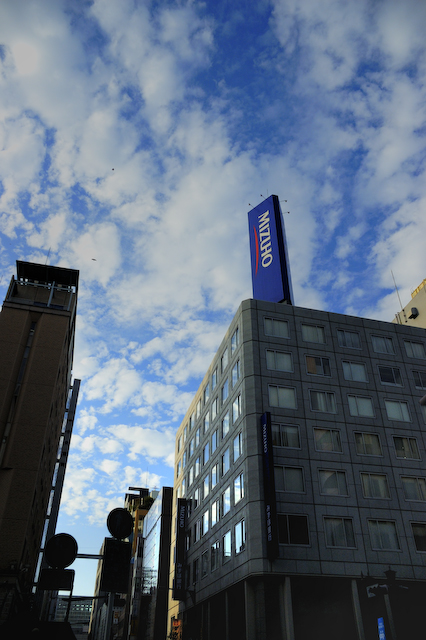
Filiale della banca Mizuho a Ginza

Detiene capitali per 2 trilioni di dollari statunitensi attraverso le controllate Mizuho Bank, Mizuho Corporate Bank, e altre collegate formando il secondo più grande gruppo finanziario in Giappone. Il suo giro d'affari bancario è il terzo in ordine di grandezza in Giappone dopo MUFG e SMFG, e il nono nel mondo per capitalizzazione azionaria al Novembre 2009 ed è stata inserita nella lista delle banche Too big to fail. Le sue azioni sono contrattate alla Borsa di Tokyo.
Mizuho offre un ampio raggio di servizi finanziari, inclusi quello bancario, di intermediazione finanziaria, trust e asset management, impiegando più di 68 000 persone in 30 nazioni.

## Storia
Le origini del gruppo risalgono al 1883, quando fu fondata la Dai Ichi Ginkō, la prima banca giapponese.
Nel 1897 venne istituita la Nippon Kangyō Ginkō come finanziaria di Stato.
Nel 1902 fu la volta della Nippon Kōgyō Ginkō (in inglese: Industrial Bank of Japan).
Dieci anni dopo, nel 1912 il ramo finanziario dello zaibatsu Yasuda fu costituito in autonoma società di capitali con il nome di Yasuda Ginkō.
Dopo la seconda Guerra mondiale, nel 1948, questa banca fu ribattezzata Fuji Ginkō.
Nel 1950 la Nippon Kangyō Ginkō e la Nippon Kōgyō Ginkō furono privatizzate.
Nel 1971 la Dai Ichi Ginkō e la Nippon Kangyō Ginkō si fusero, dando vita alla Dai Ichi Kangyō Ginkō.
La Mizuho fu fondata inizialmente come Mizuho Holdings, derivante dalla fusione fra la Dai-Ichi Kangyō Ginkō, la Fuji Ginkō e la Nippon Kōgyō Ginkō nel 2000.
Il Mizuho Financial Group fu successivamente costituito nel 2003 per diventare la capogruppo della Mizuho Holdings in preparazione della ristrutturazione dell'attività. Cosicché, tramite uno scambio di azioni, il Mizuho Financial Group è diventato l'unico azionista della Mizuho Holdings, la quale a sua volta fungeva da capofila per le attività bancarie e borsistiche del gruppo.
Infine, nel 2005, le controllate della Mizuho Holdings furono trasferite sotto il diretto controllo del Mizuho Financial Group e la Mizuho Holdings è stata trasformata nella Mizuho Financial Strategy, società di consulenza.
La Mizuho, a causa delle operazioni sulla piazza di New York è stata coinvolta dalla crisi dei subprime, in cui ha perso sette miliardi di dollari nella vendita di collateralized debt obligations garantite da mutui subprime. È la banca asiatica che ha subito le perdite più pesanti in conseguenza della Crisi.

## Divisioni e Società
Mizuho divide il suo business in quattro divisioni distinte su base globale: Retail Group, Global Corporate Group, Global Wealth and Asset management e Strategy affiliate.
Il Gruppo comprende le seguenti entità giuridiche:
- Mizuho Bank
- Mizuho Securities
- Mizuho Capital
- Mizuho Trust & Banking
- Mizuho Information & Research Institute
- Trust & Custody Services Bank